# Goguette

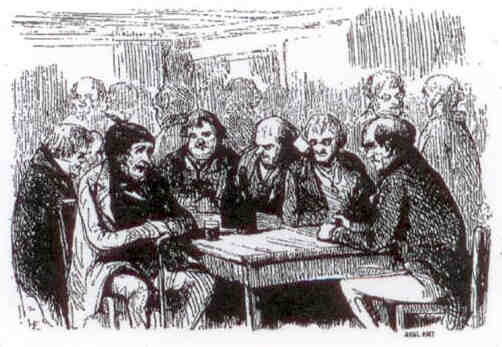
La Goguette des Joyeux, 1842

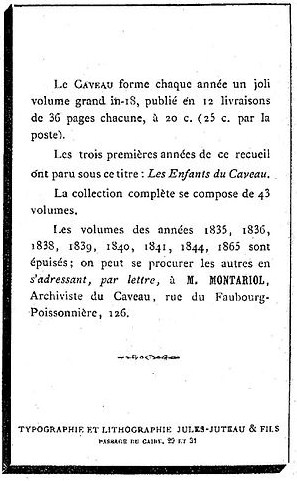
Zeitungsannonce im „Le Caveau“ von 1877

Ein Goguette war ein Gesangsverein in Frankreich und Belgien und ihre Mitglieder nannte man Goguettiers. Neben der Bereitstellung der Räumlichkeiten für Solo- und Ensembleauftritte dienten Goguettes als Orte der Geselligkeit, Erholung und zum Trinken.

## Geschichte
Die Geschichte der Goguettes lässt sich bis in das Jahr 1729 zur „Société du Caveau“ in Paris zurückverfolgen. Vom französischen Poeten und Chansonier Pierre Gallet (1698–1757) gegründet, lag deren Blütezeit in den Jahren von 1818 bis 1900. Auch heute existieren noch einige Goguettes.
Im frühen 19. Jahrhundert trafen sich die „Goguettiers“ in Räumlichkeiten von Cafés und Restaurants und boten ihren Mitgliedern, gegen eine geringe Gebühr, die Möglichkeit zu singen oder ihre Kompositionen der Öffentlichkeit vorzustellen. Die Lieder behandelten zumeist lukullische Themen, wie Essen und Trinken, obwohl auch politische und soziale Themen eine wichtige Rolle in diesen Liedern spielte. Offen für alle sozialen Schichten, wurden die Veranstaltungen zumeist von Männern aus dem Handwerk besucht. Da sie mit revolutionären politischen Ansichten in Verbindung gebracht wurden, standen sie unter ständiger Beobachtung der Behörden.
Obwohl ein Goguette ein Ort zum Trinken, Singen (beide Solo- und Ensemble) und der Geselligkeit für Mitglieder aus der Umgebung war, besaßen die Vereine eine formale Struktur, wie Ausschusssitzungen, Funktionäre, Protokollanten etc. sowie soziale Veranstaltungen. Die Mitgliedschaft stand jedem offen: Männern, Frauen und Kindern, aus allen sozialen Schichten. Manche Goguettes, vor allem in Paris, zogen einen bestimmten Typus, Künstler oder Intellektuelle, an, wie Les Gnoufs-Gnoufs, „Poulet sauté“ oder „Frileux“. Abgesehen von der Hauptstadt sind Goguettes auch in französischen Orten und Städten, wie Bordeaux, Marseille, Rouen, Toulouse etc., zu finden, ebenso wie in ländlichen Gebieten.

## Bekannte Personen des Goguette

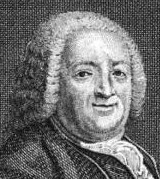
Charles-François Panard
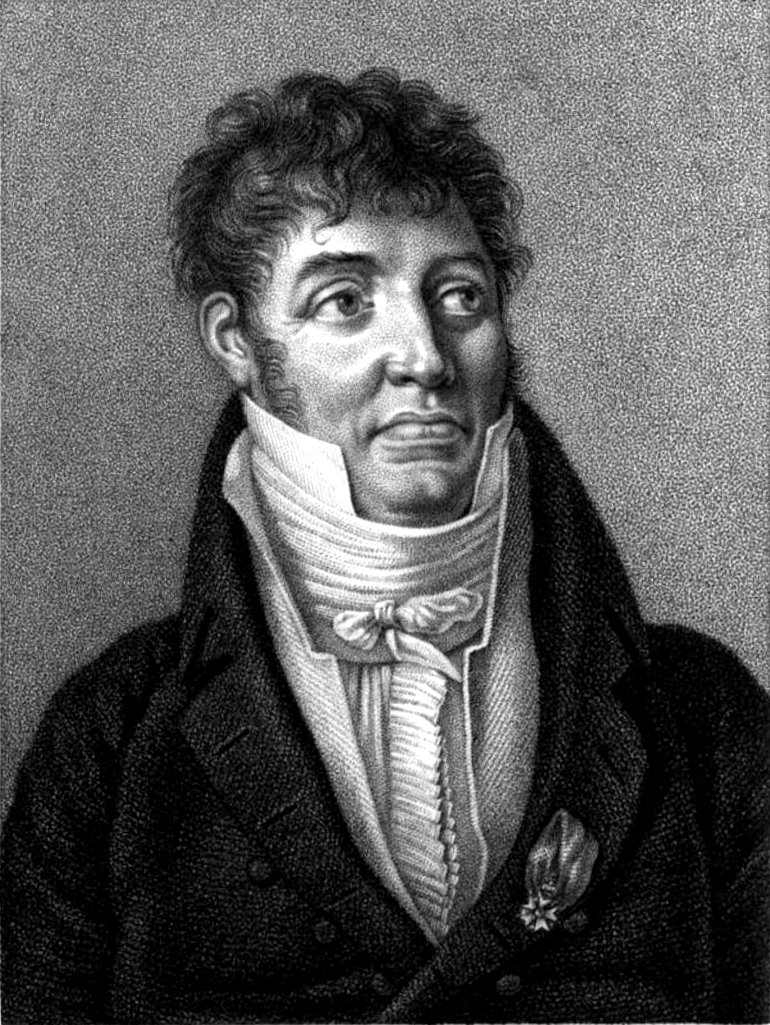
Pierre-Antoine-Augustin de Piis
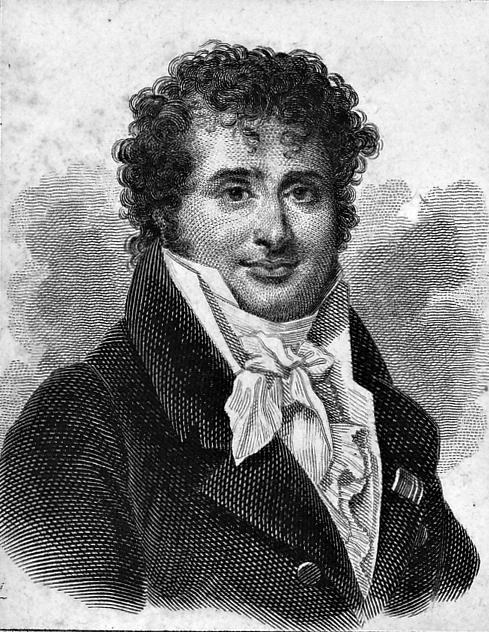
Marc-Antoine-Madeleine Désaugiers
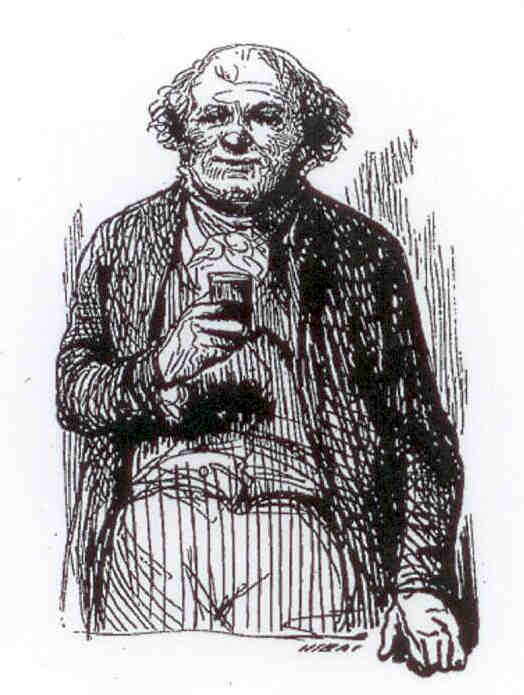
Vater Simar, gemalt von Daumier
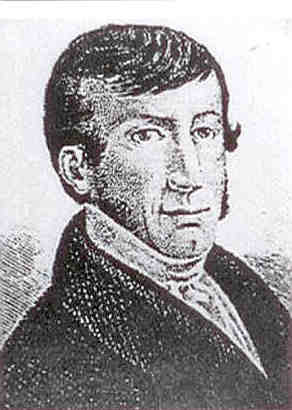
Émile Debraux
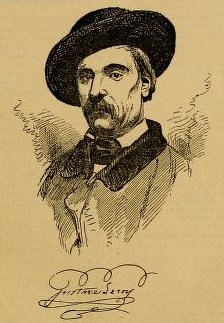
Gustave Leroy
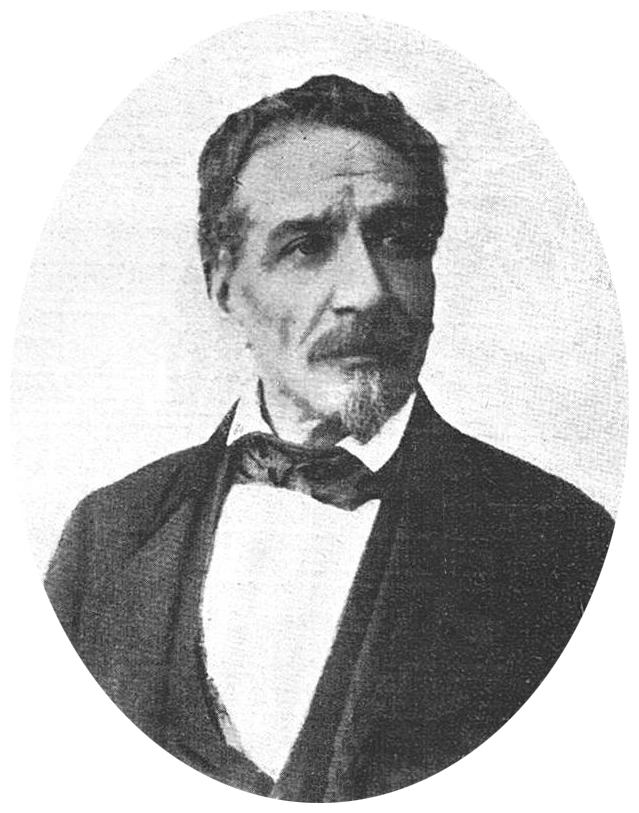
Charles Colmance
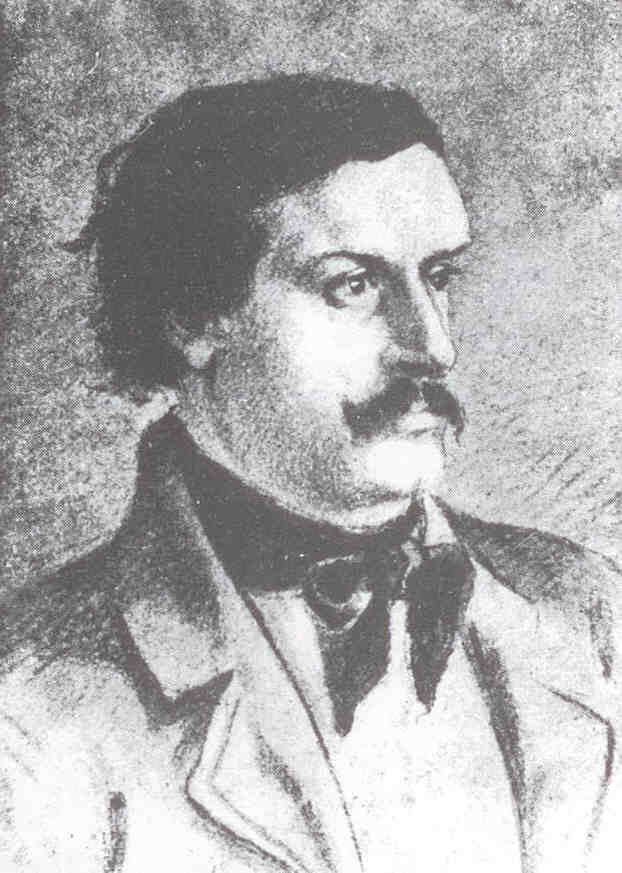
Charles Gille
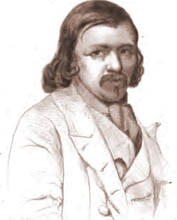
Pierre Lachambeaudie
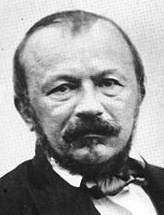
Gérard de Nerval
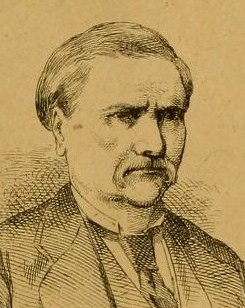
Édouard Hachin
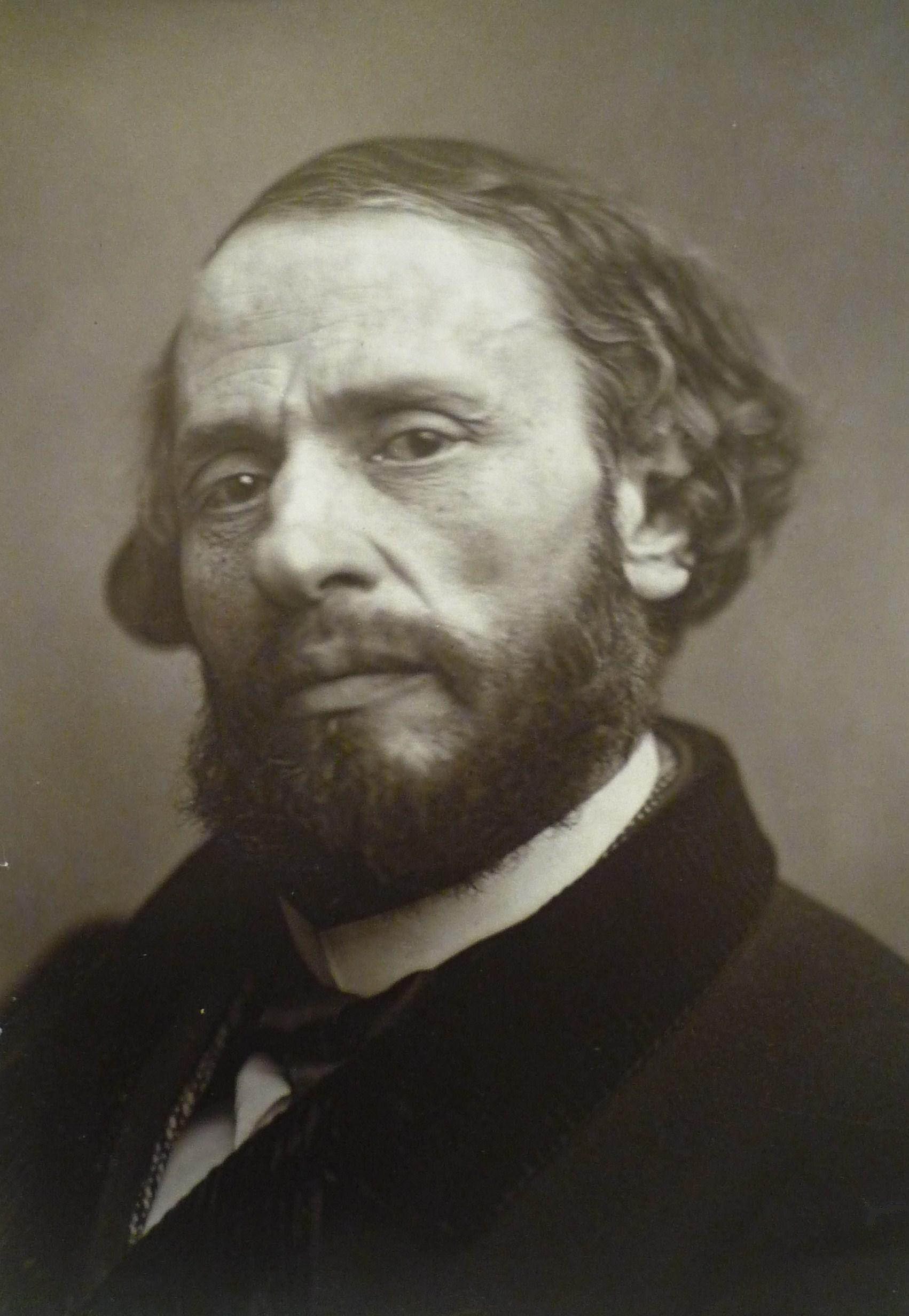
Eugène Grangé